# Jon Henry Gordon
Jon Henry Gordon ist ein Maskenbildner.

## Leben
Gordon begann seine Karriere im Filmstab 1997 beim Fernsehen, hatte jedoch bereits im selben Jahr sein Spielfilmdebüt mit James Camerons internationalem Blockbuster Titanic. 2010 war er für Jean-Marc Vallées Historienfilm Victoria, die junge Königin zusammen mit Jenny Shircore für den Oscar in der Kategorie Bestes Make-up und beste Frisuren nominiert, es gewann in diesem Jahr jedoch der Science-Fiction-Film Star Trek. Gordon wirkte unter weiteren renommierten Regisseuren wie Steven Spielberg, Michael Apted und Joel Schumacher.
Neben seinen Filmengagements war Gordon auch für das Fernsehen tätig, darunter die Serien Dracula und Emerald City – Die dunkle Welt von Oz sowie die Miniserie John Adams – Freiheit für Amerika.

## Filmografie (Auswahl)
- 1997: Titanic
- 1999: Anna und der König (Anna and the King)
- 2001: Enigma – Das Geheimnis (Enigma)
- 2002: Die vier Federn (The Four Feathers)
- 2004: Das Phantom der Oper (The Phantom of the Opera)
- 2006: Stormbreaker
- 2008: Tintenherz (Inkheart)
- 2009: Victoria, die junge Königin (The Young Victoria)
- 2010: Kampf der Titanen (Clash of the Titans)
- 2001: Gefährten (War Horse)
- 2012: Bel Ami
- 2017: Blade Runner 2049
- 2021: Die Ausgrabung (The Dig)

## Auszeichnungen (Auswahl)
- 2010: Oscar-Nominierung in der Kategorie Bestes Make-up und beste Frisuren für Victoria, die junge Königin